# مارتي مور
مارتي مور (بالإنجليزية: Marty Moore)‏ هو لاعب كرة قدم أمريكية أمريكي، ولد في 19 مارس 1971 في فينيكس في الولايات المتحدة.